# 앤서니 앨버니지
앤서니 노먼 앨버니지(영어: Anthony Norman Albanese, 1963년 3월 2일 ~ )는 오스트레일리아의 정치인으로, 오스트레일리아 노동당 소속이다. 케빈 러드 내각에서 부총리를 지냈으며 2019년부터 오스트레일리아 노동당 대표로 활동했다. 2022년 총선에서 오스트레일리아 노동당을 승리로 이끌어 오스트레일리아의 총리에 올랐다.

## 생애
시드니에서 태어나 성모 마리아 성당학교에서 수학했으며, 후에 시드니 대학교에서 경제학을 전공했다. 학창 시절 노동당에 입당했으며, 정계 입문 전까지 평당원 및 검찰연구관으로 활동했다. 1996년 총선 당시 뉴사우스웨일스주 그레인들러 선거구에 출마해 국회의원으로 당선되었으며, 2001년 예비 내각의 각료로 임명되었다.
2007년 총선에서 노동당이 승리하자, 올버니즈는 사회기반시설, 교통, 지역개발, 지방정부 장관이자 하원의장으로 임명되었다. 2010년부터 2013년까지 길라드와 러드 사이의 갈등을 공개적으로 비판했지만, 두 사람 밑에서 각료직은 유지했다. 2013년 6월 전당대회에 출마해 당 부대표로 선출되었으며, 당일 제15대 연방 부총리에 취임했다.
2013년 총선에서 노동당이 패한 후 전당대회에 출마해 빌 쇼튼과 맞붙었다. 당 역사상 평당원의 참여가 허용된 첫 전당대회였으며, 평당원의 지지를 받았으나 국회의원의 압도적인 지지를 받은 빌 쇼튼에 밀려 낙선했다. 이후 쇼튼의 예비 내각의 입각했다.
이후 쇼튼이 2019년 총선 패배에 대한 책임으로 사퇴하자, 차기 전당대회에 출마를 선언했다 보관됨 2022-09-25 - 웨이백 머신.

## 역대 선거 결과
| 선거명      | 직책명                       | 대수 | 정당                  | 1차 득표율 | 1차 득표수 | 2차 득표율 | 2차 득표수 | 결과 | 당락                     |
| ----------- | ---------------------------- | ---- | --------------------- | ---------- | ---------- | ---------- | ---------- | ---- | ------------------------ |
| 1996년 선거 | 하원의원 (그레인들러 선거구) | 38대 | 오스트레일리아 노동당 | 50.48%     | 37,623표   |            |            | 1위  | 그레인들러 하원의원 당선 |
| 1998년 선거 | 하원의원 (그레인들러 선거구) | 39대 | 오스트레일리아 노동당 | 55.67%     | 41,971표   |            |            | 1위  | 그레인들러 하원의원 당선 |
| 2001년 선거 | 하원의원 (그레인들러 선거구) | 40대 | 오스트레일리아 노동당 | 49.15%     | 36,379표   | 71.29%     | 52,770표   | 1위  | 그레인들러 하원의원 당선 |
| 2004년 선거 | 하원의원 (그레인들러 선거구) | 41대 | 오스트레일리아 노동당 | 51.18%     | 38,634표   |            |            | 1위  | 그레인들러 하원의원 당선 |
| 2007년 선거 | 하원의원 (그레인들러 선거구) | 42대 | 오스트레일리아 노동당 | 55.47%     | 46,509표   |            |            | 1위  | 그레인들러 하원의원 당선 |
| 2010년 선거 | 하원의원 (그레인들러 선거구) | 43대 | 오스트레일리아 노동당 | 46.09%     | 38,369표   | 54.23%     | 45,138표   | 1위  | 그레인들러 하원의원 당선 |
| 2013년 선거 | 하원의원 (그레인들러 선거구) | 44대 | 오스트레일리아 노동당 | 47.20%     | 42,009표   | 70.34%     | 62,613표   | 1위  | 그레인들러 하원의원 당선 |
| 2016년 선거 | 하원의원 (그레인들러 선거구) | 45대 | 오스트레일리아 노동당 | 46.07%     | 40,503표   | 72.36%     | 63,616표   | 1위  | 그레인들러 하원의원 당선 |
| 2019년 선거 | 하원의원 (그레인들러 선거구) | 46대 | 오스트레일리아 노동당 | 50.86%     | 48,728표   |            |            | 1위  | 그레인들러 하원의원 당선 |
| 2022년 선거 | 하원의원 (그레인들러 선거구) | 47대 | 오스트레일리아 노동당 | 53.63%     | 50,723표   |            |            | 1위  | 그레인들러 하원의원 당선 |